# تاريخ التنجيم

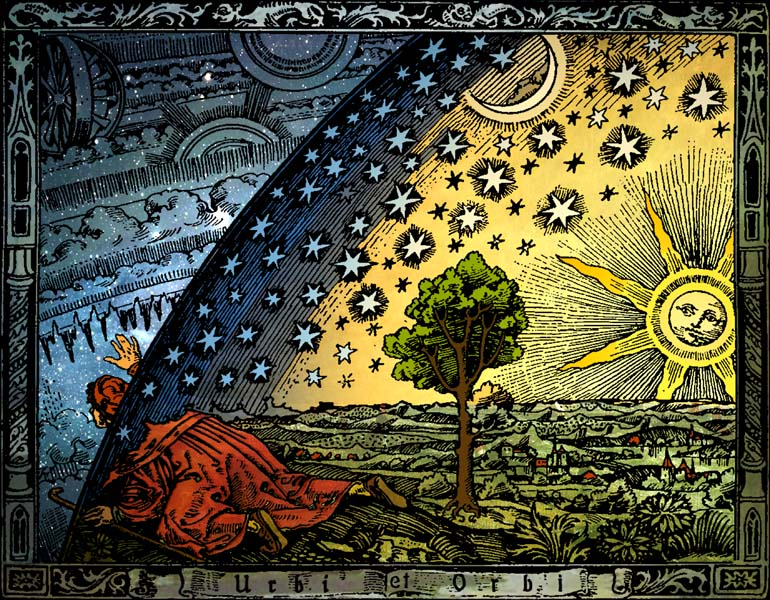
نسخة ملونة باليد لحطابة الفلاماريون المجهولة (1888).

التنجيم أو مايعرف بعلم التنجيم هو مجموعة من التقاليد، والاعتقادات حول الأوضاع النسبية للأجرام السماوية والتفاصيل التي يمكن أن توفر معلومات عن الشخصية، والشؤون الإنسانية، وغيرها من الأمور الدنيوية. ويسمى من يعمل في علم التنجيم بالمنجم ويعتبر العلماء التنجيم من العلوم الزائفة أو الخرافات.
علم التنجيم (Astrology) مركب من كلمتين، أوسترو: الكواكب أو النجوم، ولوجي: علم. وبحسب هذا العلم الزائف، هنالك علاقة بين حالة الأجرام السماوية وبين أعمال وصفات البشر. وتحديدًا، يحاول علم التنجيم أن يتكهّن بالمستقبل بحسب أماكن الأجرام السماوية. والأجرام السماوية الرئيسية التي يستخدمها علم التنجيم هي: الشمس، القمر، الكواكب السيارة في المجموعة الشمسية، خط الأفق والنقطة الأعلى في السماء.
ويهدف علم التنجيم إلى توضيح القوانين التي تنظم الكون، وتأثيرها على صفات الإنسان واستشراف مستقبله، بناء على حالة النجوم التي تتشكّل في السماء في يوم، مكان وساعة ولادة الإنسان.

## أصله في البداية
ارتبطت أمورٌ كثيرةٌ في حياة الأقدمين بالأجرام السماوية – وخاصة بالأفلاك السبعة المعروفة آنذاك، وهي: القمر، المريخ، عطارد، المشتري، الزهرة، زحل، الشمس –، لكنْ دون أن يستطيعوا التمييز بين الكوكب والتابع والنجم! فهُم كانوا يظنون أن الأجرام السماوية لا تخضع للقوانين الأرضية نفسها، حتى إنهم كانوا يعتقدون أنها مكونة من مواد «أثيرية» تختلف كليًّا عن المواد الأرضية! وقد أطلقوا أسماء آلهتهم عليها، وربطوا أيامهم وسنيهم بها، وقسموها إلى أفلاك سعد ونحس وحرب وخير وزراعة وتجارة وجمال، حتى إن بعض الحضارات قدَّس أرقامها، كالرقم سبعة؛ وبعضها أوجد ابتهالات وصلوات لحوادث الكسوف والخسوف، وأوجد علاقات وهمية بين ارتصاف هذه الأفلاك ومواعيد شروقها وغروبها وظهور «النجوم ذات الشعر» (ونعرف اليوم أنها ليست نجومًا، بل مذنبات) وبين ولادة الملوك والقادة والشعراء ووفاتهم أو بين نشوب الحروب والكوارث والأحداث العظام.
وكان فيثاغوراس وأتباع مدرسته قد قدَّسوا العدد 4  (وهو عدد الأرقام 1، 2، 3، 4 التي يساوي مجموعها العدد 10، المميَّز أيضًا). وعمد أرسطو بعدئذٍ إلى تقسيم مواد الطبيعة إلى أربعة عناصر أو إسطقسات: تراب وماء (وهما ينزعان إلى السيلان) ونار وهواء (وينزعان إلى الارتفاع)، وقال أيضًا بالسوائل الأربعة وبالطبائع الأربعة (اليبوسة والحرارة والرطوبة والجفاف). أما اليوم، فيتعامل الفيزيائيون مع أربع قوى أساسية، هي: قوة الثقالة والقوة الكهرطيسية والقوتين النوويتين الشديدة والضعيفة. ومع ذلك، لا نزال نرى المنجِّمين اليوم يقولون لك إنك من برج كذا، وهو برج «ناري» أو «ترابي»!  
 إن علم التنجيم موجود معنا منذ آلاف السنين. وللتتبع هذه الجذور، نحتاج إلى العودة إلى دولة بابل القديمة. حيث كان يتم ممارسة علم التنجيم من قبل الكهنة للتنبؤ بإرداة الألهة. ومن بابل، تم تبني علم التنجيم بواسطة اليونانيون. حيث كانوا يعتقدوا في النجوم والإيحاءات للتنبؤ بالمستقبل. وفي الهند كانوا يقوموا باستكشاف علم التنجيم في الوقت بين 5000 و3000 سنة قبل الميلاد. حيث قاموا بتطوير بعض العلامات التي نستخدمها اليوم.  

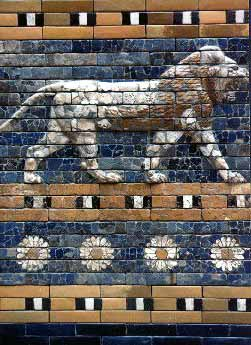
بوابة عشتار في بابل

## مصر والصين
وقد كان المصريين هم أول من استخدموا علم التنجيم للتكهن بخصائص الشخصية استناداً على تاريخ الميلاد - بناءاً على اكتشافات في مصر يرجع تاريخها إلى 4300 قبل الميلاد. وقام الصينيون بتطوير نظام علم التنجيم منذ حوالي 2800 سنة قبل الميلاد. وقد تطور هذا العلم بشكل مختلف عن علم التنجيم الغربي.
وفي هذا الوقت أصبح علم التنجيم جزء مهم من ثقافة العديد من القدماء. فعلى سبيل المثال قام الحاكم الروماني أغسطس بصناعة عملات مزينة بعلامة برجه الفلكي، برج الجدي[11][./History_of_astrology#cite_note-26 [26]].  

## الشرق الأوسط
ويتبع العرب والفرس تعاليم اليونان في علم التنجيم، فضلاً عن العلوم الأخرى مثل الرياضيات والطب، على الرغم من أن هناك العديد من علماء الفلك الفرس والمسلمين رفضوا علم التنجيم بسبب العديد من الأسباب العلمية والدينية.  

## العالم الإسلامي
رفض الدين الإسلامي التنجيم وأعتبره حراما، وورد في الحديث النبوي: عن ابن عباس عن النبي صلى الله عليه وسلم قال: ((من اقتبس علماً من النجوم اقتبس شعبه من السحر زاد ما زاد)) رواه أبو داود، وإسناده صحيح
والسحر يعتبر باب الكبائر وقد يكون من الكفر ولذلك ذكر في الحديث النبوي: عن وصيفة بنت أبي عبيد عن بعض ازواج النبي صلى الله عليه وسلم عن النبي صلى الله عليه وسلم قال: (من أتى عرافاً فسألهُ عن شيءٍ فصدقهُ لم تقبل لهُ صلاة أربعين ليلة).
وفيما بعد وصلت كتب علم التنجيم إلى علماء الدين الإسلامي في أعقاب انهيار الاسكندرية في القرن السابع، وتأسيس الإمبراطورية العباسية في القرن الثامن. والخليفة الثاني العباسي المنصور (754-775) هو من أسس مدينة بغداد لتكون بمثابة مركز العلم والمعرفة، وبداخلها أنشأ مكتبة- ومركز للترجمة عرف باسم بيت الحكمة ، والتي واصلت تلقي المعونة والاسناد من الخلفاء العباسيين وترجمة الكتب إلى العربية من مختلف اللغات اليونانية والفارسية وبالإضافة إلى ترجمة النصوص الفلكية. أوائل المترجمين شملت ما شاء الله اليهودي،  وسهل بن بشر   وبدأت تنتقل النصوص العربية إلى أوروبا خلال الترجمات اللاتينية من القرن 12، فالتأثير الذي ساعد على بدء عصر النهضة الأوروبية.
ولقد كان كتاب ابن سينا عن التنجيم يعارض ممارسته في حين يدعم مبدأ أن الكواكب والنجوم آيات كونية، وبوصفها من السنن الإلهية التي تعبر عن سلطة الله المطلقة على الخلق. ويعتبر ابن سينا أن حركة الكواكب أثرت على الحياة على الأرض ولكن جادل ضد القدرة على تحديد كيفية تأثير النجوم بالتحديد. ابن سينا لم يدحض العقيدة الأساسية لعلم التنجيم، لكنه نفى قدرتنا على فهمها إلى الحد الذي يسهل علينا التنبؤ بالمستقبل من خلالها.

## تراجع وإحياء علم التنجيم

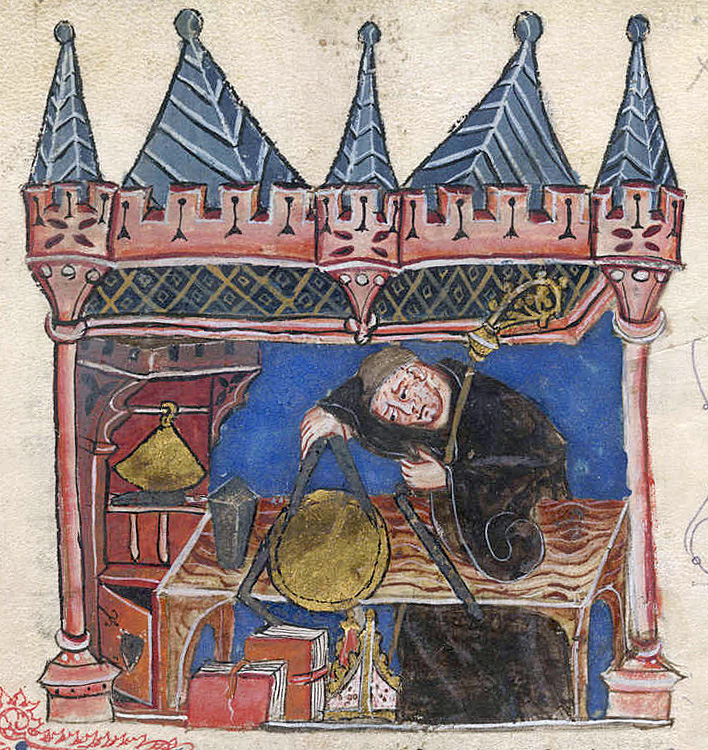
المنجم ريتشارد من ولينجفورد مع زوج من البوصلات في هذا القرن ال14

وقد بدأت شعبية علم التنجيم في التراجع بعد سقوط روما. حيث أدعت المسيحية إنها من عمل الشيطان. حتى تنمو سلطة الكنيسة، حيث قاموا بممارسة علم التنجيم لاستخداماتهم الخاصة. ثم بحلول عصر النهضة كان علم التنجيم في قمته، وعاد علم التنجيم إلى رواجه مرة أخرى. وخلال القرن السابع عشر، عندما بدأ عصر التنوير لإتخاذ الإجراءات مع الإنجازات العلمية، وقد أصبح علم التنجيم وعلم الفلك للمرة الأولى أحد التخصصات الجديدة.  

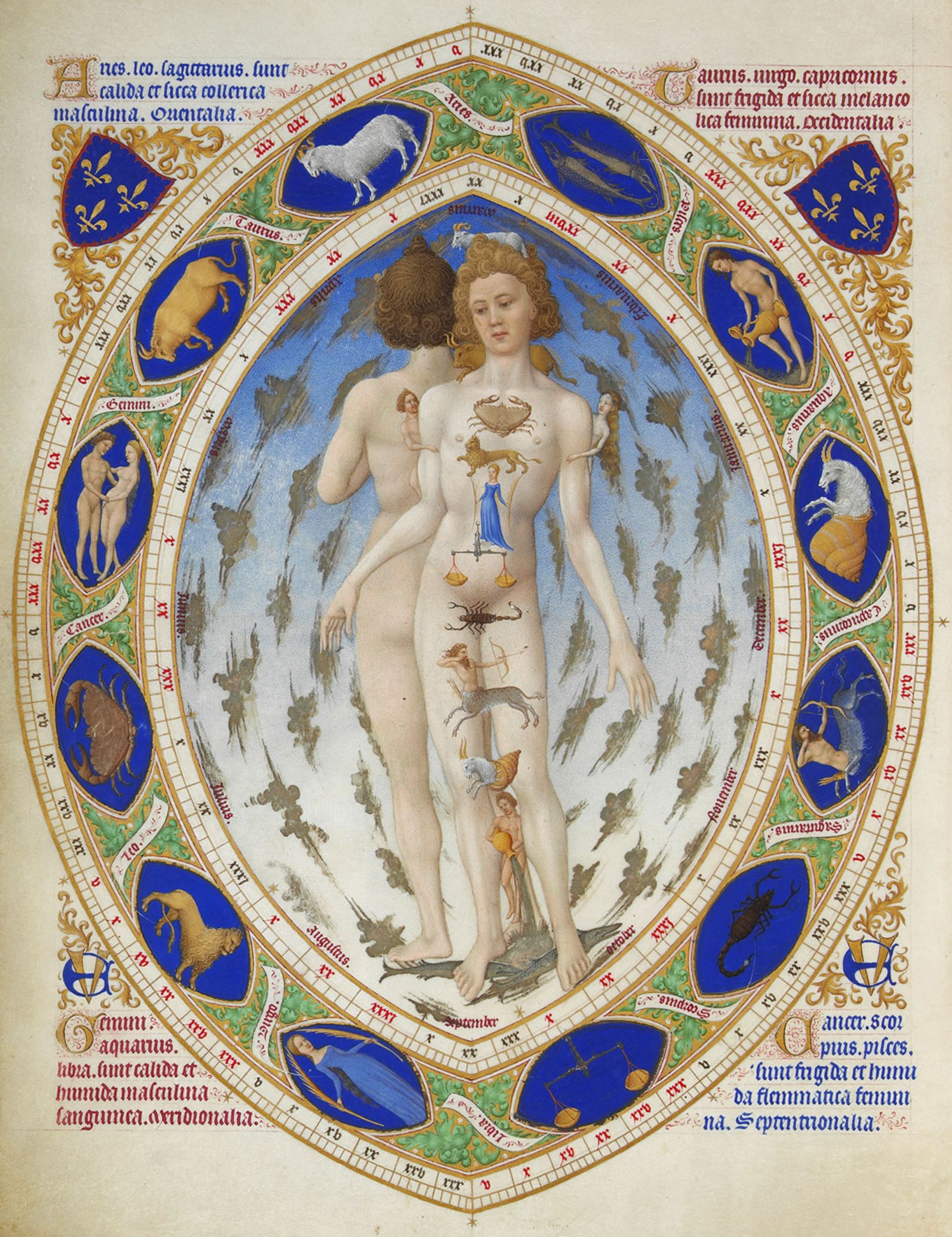

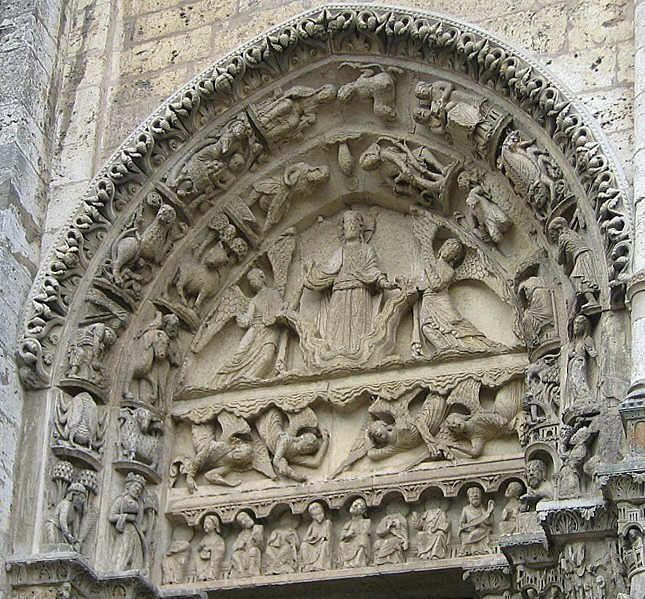
بوابة كاتدرائية كارتريه

## علم التنجيم في هذه الأيام

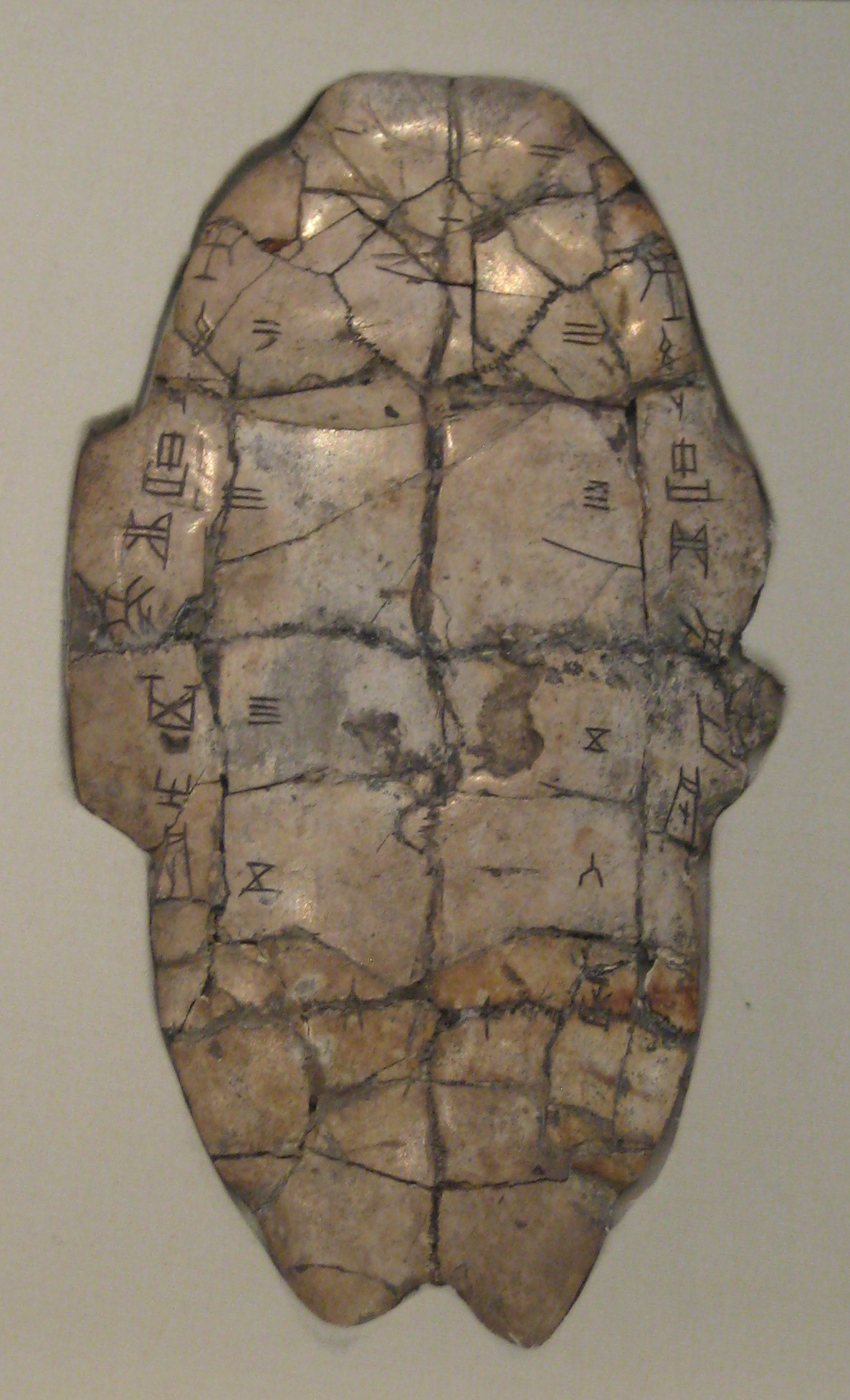
عظام سلحفاة

وقد بقى علم التنجيم صامتاً في الخلفية حتى عاد الاهتمام به مرة أخرى في بداية القرن العشرين. وخلال القرن الماضي، أصبح علم التنجيم ذو شعبية كبيرة بين الناس من خلال العديد من مجلات وكتب التنجيم. وقد بدأت حركة العصر الجديد في فترة عقدي السيتينات والسبعينيات من القرن الماضي، وقد جلبت علم التنجيم إلى ما عليه الآن. واليوم، فالأمر ليس مدهش أن تجد بعضا من زعماء العالم يحصلوا على استشارات النجوم، بينما لا يزال العديد من المثقفين والعلماء يرفضون الاعتقاد في التنبؤات باعتبارها خرافة لاتقوم على اساس علمي، بنفس القدر الذي تجد من يأخذ الأمر بكل جدية. على الرغم من عدم وجود الأدلة العلمية والعقلية على صحته، فعلم التنجيم يعتبر نوع من الكهانة والعرافة التي يقدم عليها بعض الناس للتسلية بغض النضر عن أضرار علم التنجيم. 